# Стадион Тибурсио Каријас Андино
Стадион Тибурсио Кариас Андино (шп. Estadio Tiburcio Carías Andino) је вишенаменски стадион у граду Тегусигалпи, Хондурас. Стадион има капацитет од 34.000 гледалаца и дом је фудбалских клубова Ф.К. Мотагуа, Ф.К. Олимпија и Лобос УПНФМ. 

## Историја
Национални стадион Тегусигалпа изграђен је за време администрације Тибурсија Каријаса Андина. Стадион је дуги низ година био домаћи стадион фудбалске репрезентације Хондураса у квалификацијама за Светско првенство у фудбалу, 1981. године стадион је био угостио шест држава чланица Конкакафа (Хондурас, Мексико, Салвадор, Канада, Хаити и Куба) у квалификационим утакмицама финалне рунде квалификационих утакмица за Светско првенство у Шпанији у којима се Хондурас први пут квалификовао за Светско првенство.  Све до 1998. године, са завршетком стадиона Олимпико Метрополитано, Ел Насионал је изгубио привилегију да буде домаћин већине утакмица Хондураса. Од тада, Ел Насионал је био домаћин врло мало квалификационих утакмица.
Стадион је био домаћин Ункафовог купа нација 2009. где је Панама освојила своје прво првенство Централне Америке а Никарагва квалификовала за свој први Златни куп.
Овај стадион је више пута коришћен за играње међународног турнира. Године 1955. овде је организовано првенство ЦКФК шампионата 1955., турнир је био за земље које су чланице ЦКФКа, који сада не постоји. На овом стадиону је два пута одиграно и првенство Конкакафа, наследник поменутог турнира, 1967. и 1981. године. Финале Конкакафове лиге шампиона одиграно је на овом стадиону три пута. То се први пут догодило 1. фебруара 1973. године. Те године ФК Олимпија је играла против СВ Робинхоода, резултат је био 0:0. Године 1981. је била финална група са 3 тима (Пумас УНАХ, мексички клуб Универсидад Насионал и СВ Робинхоод). Сви тимови су играли један против другог између 8. и 12. фебруара 1981. Трећи пут је било 19. децембра 1988. када је ФК Олимпија играла против Дефенс Форса и победила резултатом 2 : 0.

## Несрећа 20. септембра 2010. године
Дана 20. септембра 2010. године, услед јаких киша и орканских ветрова који су захватили земљу, једну особу је пригњечио зид трибина Националног стадиона Тегусигалпа који је пао са неколико метара висине на пет возила током пљуска праћеног јаким ветром. Сектор зида који се урушио се налазио на задњем делу источне трибине стадиона и пао је, уз колону и неколико рекламних натписа, на три таксија и два приватна возила која су у том тренутку пролазила.